# Janusz Szprot
Janusz Wiesław Szprot (* 26. September 1946 in Warschau; † 2. Juli 2019 in Ankara) war ein polnischer Jazzmusiker (Piano, Komposition) und Musikjournalist, der 29 Jahre lang auch in der Türkei tätig war.

## Leben und Wirken
Szprot stammte aus einer musikalischen Familie. Sein Vater wirkte in einer Kirche als Organist und leitete den Chor, seine Mutter war Sängerin. Sein jüngerer Bruder Leszek ist Leiter der Vistula River Brass Band. Im Alter von sechs Jahren begann er mit dem Akkordeon- und dann mit dem Klavierspiel. Dann besuchte er das Karol-Kurpiński-Musikgymnasium im Warschauer Lazienki-Park und begann ein fünfjähriges Studium an der Musikwissenschaftlichen Fakultät der Universität Warschau, das er mit einer Arbeit über George Russell abschloss. Mit Mario Wachowiaks Band 726. S. Peter Street  interpretierte er bereits während des Studiums New Orleans Jazz. 
Ab 1971 spielte Szprot als Pianist und Arrangeur mit Gold Washboard (gleichnamiges Album 1974), dann mit den gleichfalls traditionellen Bands Royal Rag und Asocjacja Hagaw (gleichnamiges Album 1977) Nach seinem Studienabschluss arbeitete er seit Mitte der 1970er Jahre als Journalist und trat aber weiterhin als Musiker auf. Als Journalist war er zunächst für das polnische Magazin Jazz tätig, wo er zum Chefredakteur befördert wurde, dieses Angebot aber ablehnte, weil er sonst Mitglied der Polnischen Vereinigten Arbeiterpartei hätte werden müssen. Stattdessen schloss er sich dem Team der Zeitschrift Jazz Forum an. Auch schrieb und moderierte er bei Polskie Radio 3 Hörfunk- und bei Telewizja Polska Fernsehsendungen über Musikerziehung.
1977 wurde Szprot Mitglied von Sami Swoi, bei denen er fünf Jahre blieb. Mit Sami Swoi nahm er 1980 das Album The Locust in der Reihe Polish Jazz auf, wurde international bekannt und trat 1982 bei Pori Jazz und dem North Sea Jazz Festival auf. Während dieser Zeit gründete er seine eigene experimentelle Gruppe Amalgamat Sextet. 1980 entstand dasBlues Duo Sz-Sz mit dem Saxophonisten Tomasz Szukalski, das nach dem Vorbild des Duos von Archie Shepp und Horace Parlan Jazzstandards sowie Blues- und Gospelstücke mit Mitteln des Creative Jazz interpretierte. Dieses Duo veröffentlichte ein Album bei PolJazz und trat erfolgreich in Polen und im Ausland auf, etwa in Portugal und Äthiopien, 1989 auch in die Türkei.
Nachdem Szprot dort einen ersten Workshop erfolgreich durchgeführt hatte, erhielt er 1990 das Angebot, an der Bilkent-Universität das erste Jazzstudienangebot der Türkei aufzubauen. Aufgrund anderer Schwerpunktsetzungen der Hochschule war es jedoch nicht möglich, die von ihm geplante und später im Aufbau befindliche Abteilung für Rhythmische Musik der Musikfakultät zu realisieren. Bis 2014 unterrichtete er dennoch in Ankara. Ein weiterer Versuch von Szprot, eine Jazz-Abteilung an der Alanya HEP Universität zu eröffnen, fand 2016 statt, wiederum ohne Erfolg.
Gemeinsam mit seinem Trio und den Gästen Tomasz Szukalski, Tuna Ötenel, Kâmil Erdem und Sibel Köse nahm er 2001 das Album Polonezköy (Na tureckim Dywanie) auf; zudem gründete er die Polish-Turkish Jazz Formation, dann Fresh Air und zuletzt die Young@Hearts Band.
Des Weiteren ist Szprot Autor des Lehrbuchs Materiały do ćwiczeń improwizacji jazzowej, das als Kompendium des Wissens über Jazzharmonik und -stilistik gilt, und leitete auch in Polen Workshops.

## Preise und Auszeichnungen
Szprot erhielt gemeinsam mit Krzysztof Zgraja für ihre Serie anonym veröffentlichter Artikel Call & Response den Preis der Sektion der PSJ-Publizisten. 2008 wurde er mit der Gloria-Artis-Medaille für kulturelle Verdienste in Bronze des polnischen Kulturministeriums für seine Verdienste um die Musik geehrt. Für seinen Beitrag zur Förderung der polnischen Kultur auf internationaler Ebene wurde er 2010 mit dem Orden Bene Merito ausgezeichnet.